# (16684) 1994 JQ1
1994 جاي كيو 1 (ويعرف أيضًا باسم (16684) 1994 جاي كيو 1 وفق تسمية الكوكب الصغير) (بالإنجليزية: 1994 JQ1)‏ هو كويكب ضمن حزام الكويكبات؛ وترتيبه 16684 من حيث الاكتشاف.
اكتُشف هذا الجُرم الفلكي بواسطة Anna N. Żytkow ‏ في 11 مايو 1994.

## وصلات خارجية
- (16684) 1994 JQ1 في قاعدة بيانات مختبر الدفع النفاث لأجرام النظام الشمسي الصغيرة

- الاكتشاف · مخطط المدار ·  العناصر المدارية · المعلمات المادية

- (16684) 1994 JQ1 على موقع ويكي سكاي: DSS2, SDSS, GALEX, IRAS, Hydrogen α, X-Ray, Astrophoto, Sky Map, Articles and images